# Будюмкан
Будюмка́н — река в Забайкальском крае России, левый приток Аргуни. Длина реки составляет 91 км.
Берёт начало на северо-западном склоне Урюмканского хребта. Урюмкан течёт частью в гористых, покрытых лесом берегах, частью по степной равнине.
На левом берегу реки находится село Газимуро-Заводского района Будюмкан.

## Притоки
(расстояние от устья)
- 14 км: водоток падь Шингач
- 21 км: река Аэмкан
- 23 км: водоток падь Желогда
- 30 км: река Сивачи
- 34 км: река Лугокан
- 37 км: река Манокан
- 43 км: река Черен Заречный
- 46 км: река Черен
- 49 км: река Моковичи
- 59 км: река Ковакта
- 64 км: река Очуногда
- 68 км: река Иенда
- 70 км: река Меделькуй
- 74 км: река Берея
- 77 км: река Зергун